# Annette Lehnigk-Emden
Kornelia Annette Lehnigk-Emden (* 28. Mai 1961) ist eine deutsche Verwaltungsjuristin und seit dem 27. April 2023 Präsidentin des Bundesamtes für Ausrüstung, Informationstechnik und Nutzung der Bundeswehr (BAAINBw) in Koblenz.

## Leben
Lehnigk-Emdens Großvater diente auf der Emden, weshalb die Familie seither den Namenszusatz „-Emden“ trägt. Sie machte 1980 das Abitur am Bertha-von-Suttner-Gymnasium in Andernach. Anschließend studierte sie Rechtswissenschaft an der Universität des Saarlandes und der Universität Trier. Sie legte das erste und nach dem Rechtsreferendariat 1989 das zweite juristische Staatsexamen ab. Anschließend war sie bis 1991 als Rechtsanwältin beim Landgericht Koblenz zugelassen.
Lehnigk-Emden trat 1991 beim Bundesamt für Wehrtechnik und Beschaffung (BWB) in Koblenz, dem Vorgänger des heutigen BAAINBw, in die Bundeswehrverwaltung ein. Seitdem war sie durchgehend mit Rüstungsaufgaben betraut.
Zunächst war Lehnigk-Emden von 1991 bis 1995 Referentin im Aufgabengebiet Verträge für Entwicklung, Beschaffung und Umrüstung von Sonderflugzeugen, Ausbildungsflugzeugen im BWB in Koblenz. Anschließend hatte sie eine Verwendung im Bundesministerium der Verteidigung in Bonn als Referentin im Referat Rü VI 1, in der damaligen Hauptabteilung Rüstung.
1999 kehrte sie als Referentin und ständige Vertreterin des Referatsleiters LG III 1 mit dem Aufgabengebiet Eurofighter Beschaffung/Entwicklung ins BWB zurück. 2003 wurde sie Teamleiterin im Referat L2.2 mit dem Aufgabengebiet Verträge Eurofighter, Instandsetzungsrahmenverträge, bundeseigene Lager, Schnellbeschaffung, Elektronische Kampfführung/Radar; Kooperationsmodelle. Ab 2005 war sie Referentin im Referat Z3.2 (Justitiariat) mit dem Aufgabengebiet Vertragsberatung und Vertragsmitprüfung der Abteilungen und nachgeordneten Dienststellen des BWB (alle Verträge ab 5.000 Euro) auf zivilrechtlichem Gebiet und ab 2007 Teamleiterin im Referat Z3.2 in der Serviceabteilung Zentralservice mit den Schwerpunkten Vertragsberatung/Vertragsmitprüfung; Schadenersatzangelegenheiten. 2011 übernahm sie die Leitung des Bereichs Z3 mit dem Schwerpunkt Leitung Servicebereich Justitiariat und mit Überführung des BWB ins BAAINBw die Leitung der Gruppe Z3 (Justitiariat). Ab 2018 war sie Leiterin des Stabs Operative Steuerung/Geschäftsführende Beamtin beim BAAINBw. Von 2019 bis 2023 war sie (zivile) Vizepräsidentin des BAAINBw.
Am 27. April 2023 wurde Lehnigk-Emden als Nachfolgerin von Gabriele Korb zur Präsidentin des BAAINBw ernannt.
Sie ist Justiziarin des Landesvorstandes Rheinland-Pfalz des BUND sowie als Autorin in der Zeitschrift Naturschutz und Landschaftsplanung tätig.
Lehnigk-Emden ist ledig.